# Polyphonie dans les Pyrénées gasconnes
La polyphonie dans les Pyrénées gasconnes ou chant polyphonique pyrénéen, ou Cantèra prononcé : [kanˈtɛɾo̞]   en gascon / béarnais (à prononcer cantère en français) est une tradition de chant plurivocal propre au Béarn et à la Bigorre.
Le terme de cantèra est largement préféré à celui de polyphonie. La cantèra est inscrite à l'Inventaire du patrimoine culturel immatériel en France.
Le terme cantèra est un mot gascon et béarnais qui signifie en français, chanterie, manie ou besoin de chanter. La cantèra désigne la pratique plurivocale procédant d'une construction musicale basée sur un cantus firmus auxquels sont appliqués des modèles de consonances implicites mais bien déterminés.
Dans les Pyrénées gasconnes et basques, le chant polyphonique plurivocal est généralement pratiqué dans les espaces d'expression publics ou privés. La cantèra relève d'une pensée mélodico-linéaire. Produite en numerus apertus, elle est donc une construction humaine interagissant avec des paramètres contextuels et physiologiques,.
Dans les Pyrénées gasconnes, la polyphonie s'impose à tous, des messes dominicales jusqu'aux fêtes patronales. Toutefois la cantèra est longtemps restée ignoré de la recherche ethnomusicologique et de toute action culturelle française.
Le répertoire pyrénéen est l'un des plus riches de France; le chant polyphonique pyrénéen s'inscrit dans la grande tradition des chants polyphoniques du Sud de l'Europe, du Portugal à la Corse.
La réputation de certains groupes, tel les béarnais de Nadau, les bigourdans de Vox Bigerri ou les Basques d'Oldarra a largement dépassé les frontières régionales.

## Historique
Si la polyphonie est une pratique connue dans diverses régions d’Europe et du monde, dans les Pyrénées gasconnes, témoignages oraux et écrits en attestent déjà à la fin du XVIIIe siècle. Depuis la fin des années 1960, le chant polyphonique a investi de nouveaux espaces de sociabilité : festivals, concerts ou soirées locales, concours ou joutes vocales.

## Langues et techniques
La Cantèra des Pyrénées gasconnes et basques, reste fortement implantée en Béarn et Bigorre, où la pratique plurivocale est très répandue. Les chants traditionnels sont le plus souvent en béarnais / gascon, même si de nos jours certains sot aussi en français, et issus d'un répertoire traditionnel vieux de plusieurs siècles. Les cantèras sont souvent spontanées mais sont également organisées par des associations.
La polyphonie pyrénéenne a recours à plusieurs voix différentes, généralement 2 ou 3.Bâtie à partir d’une poésie chantée préexistante appelée en occitan aire (air), cant (chant) ou normala (Diu d'aqueras montanhetas) (voix "normale"), la polyphonie est constituée d'une ou de deux voix issues de ce chant. (Diu d'aqueras montanhetas)  Ces voix sont improvisées, l'une dans l'aigu - la hauta (la haute) - l'autre dans le grave - la baisha (la basse) ou contrabaisha (contrebasse) formant, quel que soit le nombre de chanteurs, deux ou trois voix distinctes. Les techniques utilisées sont simples : voix parallèles (Charmante anesquette) et bourdons (notamment un bourdon bas en Bas-Adour Gascon) qui peuvent être associés. Entendre deux à trois voix est toutefois fonction du contexte d'exécution : de la présence de chanteurs aux capacités vocales nécessaires, capables d'improviser haute et basse, de leurs affinités, etc.
Les cantèras béarnaises et bigourdanes ont profondément impactées la culture gasconne et occitane en général, notamment au niveau de la chanson traditionnelle en occitan.

## Utilisation
Le chant polyphonique est général dans les Pyrénées gasconnes et basques apparaissant dès que les chanteurs sont au moins deux et agrégeant au cercle tous ceux qui le souhaitent. Il apparaît généralement dans les contextes collectifs : sur le chant des cantiques à l’église ; la convivialité des repas, des rencontres au café ; autour des buvettes les jours de fête ou de rencontres sportives…
Que ce soit donc dans un lieu public ou privé, tout le monde peut y prendre part, anciens comme jeunes. Il n'y a jamais eu de restriction de genre, hommes et femmes peuvent y participer librement.
La musique béarnaise, variante de la musique occitane est fortement présente.

## Festivals

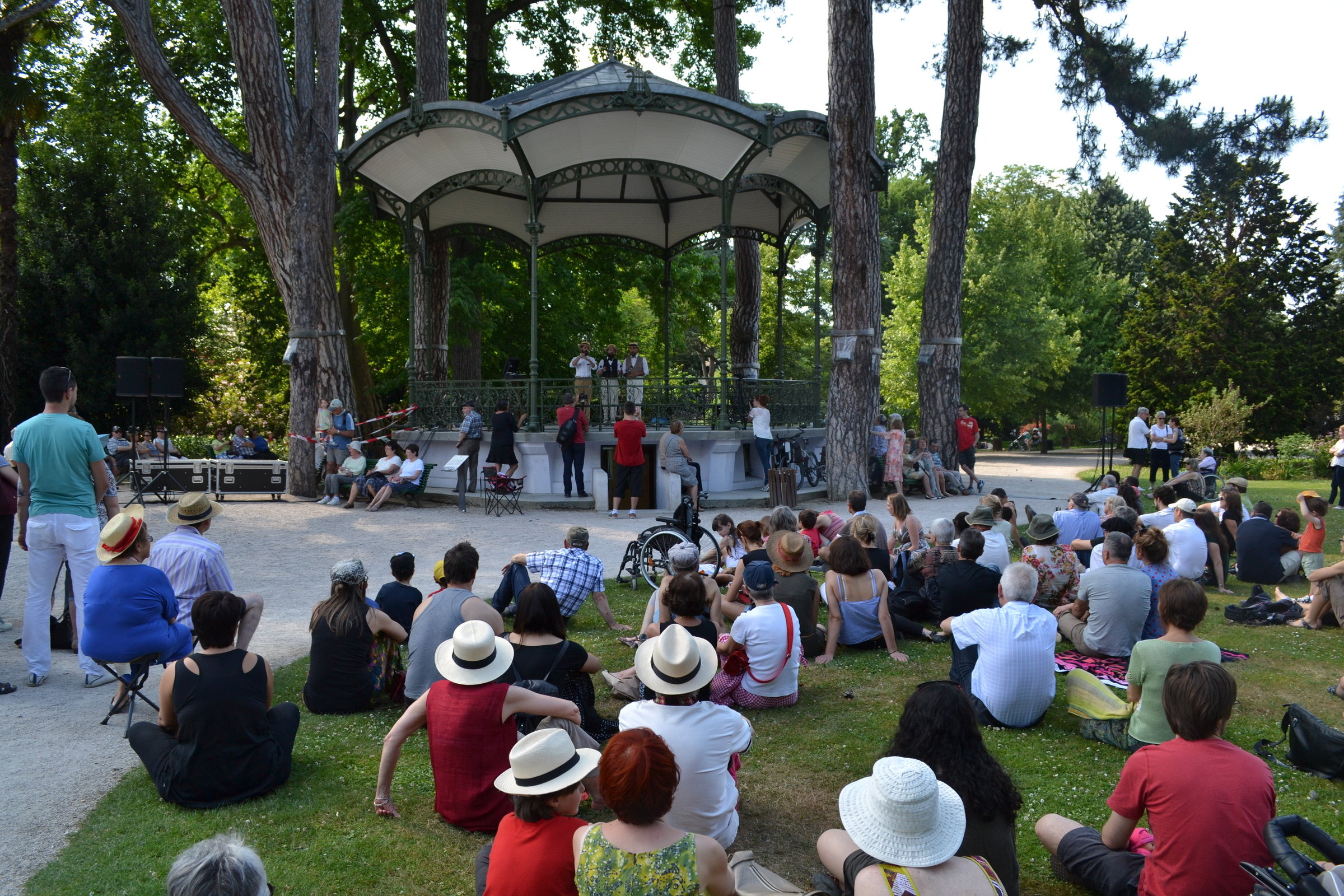
Tarba en Canta 2015

- Hestiv'Òc: Festival qui se déroule chaque année à Pau, et met en lumière la culture occitane, « la cultura nosta » en béarnais[8].
- Tarba en Canta:  À Tarbes a lieu tous les ans depuis 2010, au mois de juin, le festival de polyphonies "Tarba en canta" qui réunit chaque année plusieurs milliers de personnes [9]
- la Hesteyade d'Ibos (Bigorre)
- Festival de Siros (Béarn)
- Fêtes de Notre-Dame de Laruns (Hèstas de Noste Dama de Laruntz) depuis 1830.
- Fête des bergers d'Aramits
- Fête de la mer de Capbreton
- Marché gascon de Peyrehorade
- Barricot de Labastide-Monréjeau

### Publications sonores
- Polifonia, Pyrénées Gasconnes (Béarn, Bigorre, Bas-Adour), Toulouse/Pau, Centre Occitan des Musiques et Danses Traditionnelles Toulouse Midi-Pyrénées / Institut Occitan, CD 007, 2007.
- Hestau de Siros : 40 ans du Festival de Siros, Pau, Siros Bouts dou Biarn, CD 001, Agorila, 2006.
- Multipartsinging on the Balkans and in the Mediterranean, International Symposium, March 11-13, 2005, Institut für Volksmusikforschung und Ethnomusikologie, Universität für Musik und darstellende Kunst Wien, (7 titres publiés dans le CD).
- La vocalité dans les pays méditerranéens, Fondation La Napoule/Université Nice-Sophia-Antipolis, Modal, F.A.M.D.T., 2001. (5 titres de collecte publiés dans le CD)